# 遠征戰
遠征戰泛指對距離本土甚遠的外國領土实施的军事行动，尤其是那些需要依赖远洋航运或空运进行力量投射的进攻性行动。傳統上，遠征部隊基本上是自我補給的，具有建制後勤能力和全套支援武器。蒙古西征被譽為人類史上最大規模的遠征戰。
在一定程度上，遠征部隊可以是現代快速部署部隊概念的前身。

## 外部連結
- Response Force Task Group (RFTG) （页面存档备份，存于） (Royal Navy PDF)